# 7639 Offutt
7639 Offutt este un asteroid din centura principală de asteroizi.

## Descriere
7639 Offutt este un asteroid din centura principală de asteroizi. A fost descoperit pe 21 februarie 1985 la Observatorul Oak Ridge din Harvard, Massachusetts. El prezintă o orbită caracterizată de o semiaxă mare de 3,24 ua, o excentricitate de 0,12 și o înclinație de 0,7° în raport cu ecliptica.